# پایستو
پایستو (به لاتین: Paistu) یک روستا در استونی است که در دهستان ویلیاندی واقع شده‌است. پایستو ~۳۵۰ نفر جمعیت دارد.